# Тойонака
Тойонака е град в префектура Осака в Япония. Населението на Тойонака е 398 295 жители (по приблизителна оценка от октомври 2018 г.), а общтата площ 36,38 кв. км. Намира се в часова зона UTC+9. Международно летище Осака се намира частично в Тойонака. Генералното консулство на Русия в Осака също се намира в Тойанака. Градът е основан на 15 октомври 1936 г.

## Побратимени градове
- Сан Матео, Калифорния (САЩ)